# Santa Isabel (Chihuahua)
Santa Isabel é um município do estado de Chihuahua, no México.